# Guilherme de Almeida
Guilherme de Almeida   (Campinas, 24 de juliol de 1890 - São Paulo, 11 de juliol de 1969) va ser un advocat, periodista, crític cinematogràfic, poeta, assagista i traductor brasiler. Fou un dels fundadors de la revista Klaxon i va ser membre des de 1930 de l'Academia Brasileira de Letras.

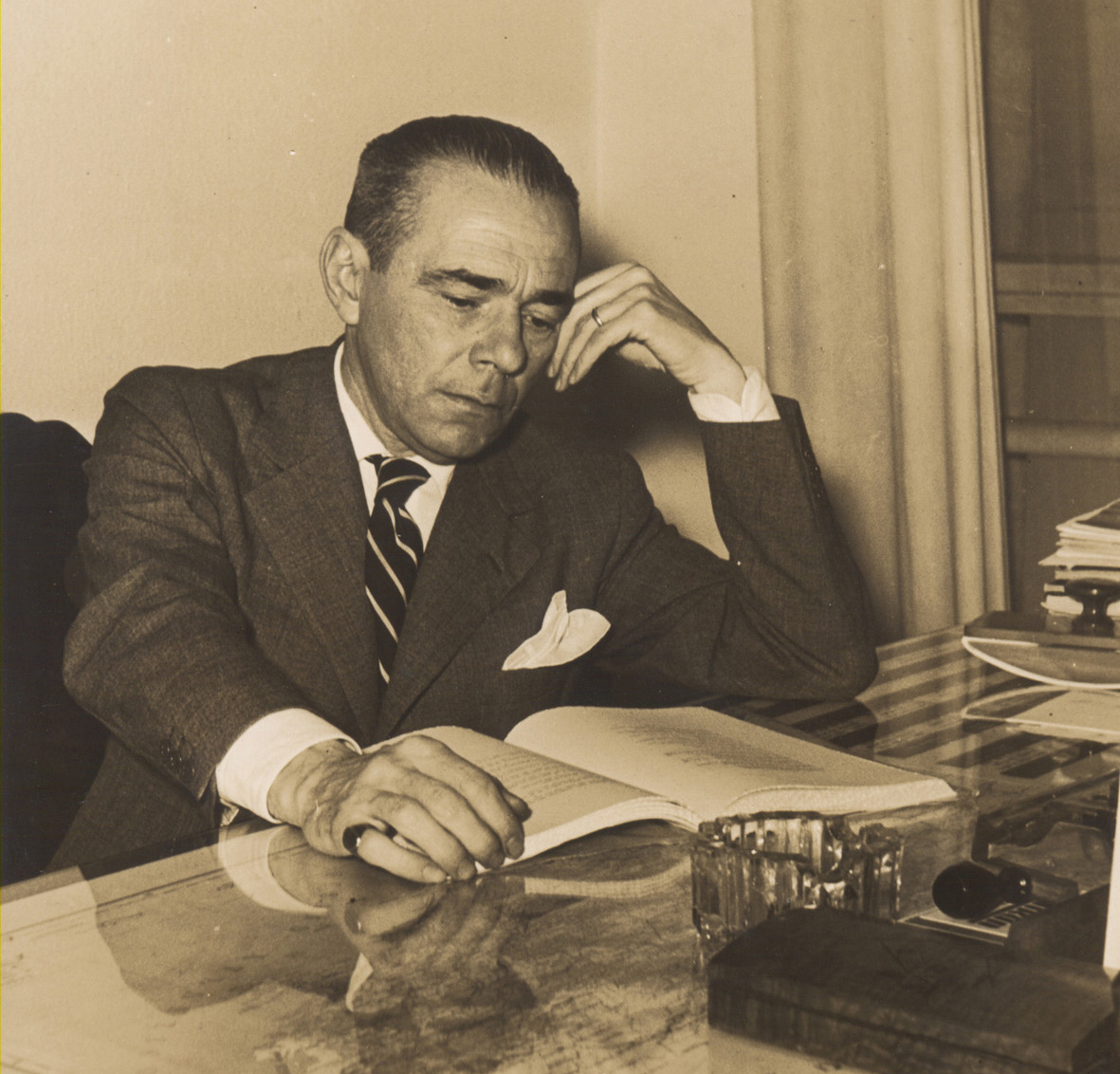
Anys 30

Era fill d'Estevão de Araújo Almeida, professor de dret i jurista, i d'Angelina Andrade Almeida. Es va casar amb Belkiss Barroso de Almeida, i van tenir un fill, Guy Sérgio Haroldo Estevão Zózimo Barroso de Almeida.
Fou un dels promotors de la Setmana d'Art Modern de São Paulo (1922), junt amb el seu germà Tácito i els membres del Grupo dos Cinco.
Molt involucrat en el món de la premsa, va escriure per la Folha de S. Paulo i arribà al càrrec d'editor de les edicions matutines i vespertines. També va fundar el Jornal de São Paulo. També fou un divulgador i crític cultural en diverses revistes. Va ser cofundador de la revista Klaxon, una de les més importants del moviment modernista brasiler.
Va lluitar a la revolució constitucionalista de 1932, contra l'autoritarisme del govern Vargas, motiu pel qual va haver d'exiliar-se a Portugal durant un any. D'aquella època són les seves obres Nossa Bandeira, Moeda Paulista i Oração ante a última trincheira, que li valgueren el sobrenom de Poeta de la Revolució del 32. Seves són les composicions dels himnes oficials de l'Estat de São Paulo (Hino dos Bandeirantes) i de la policia militar paulista.
També va escriure la carta Canção do Expedicionário, amb música de Spartaco Rossi. Es tracta d'un homenatge als anomenats pracinhas, els combatents brasilers durant la Segona Guerra Mundial.
Fou traductor d'obres d'escriptors com Verlaine, Baudelaire o Sartre i va ajudar a popularitzar el poema japonès, haiku, al Brasil. Durant anys va ser crític de cinema a la premsa nacional.
La seva residència al barri paulista de Pacaembu es va convertir, a la mort d'Almeida en un museu que recull bona part del seu fons personal, obres d'art modernistes i relíquies del seu pas per l'exercit.